# Spinnen (kat)
Spinnen is het ritmisch vibrerende geluid dat bepaalde katachtigen maken, onder bepaalde omstandigheden. Dit spinnen varieert van kat tot kat (in geluidssterkte, toon enz.). Doorgaans spinnen katten op een lage frequentie, namelijk tussen de 27 en 44 Hz.

## Productie van het geluid
De wetenschap heeft tot nu nog niet met zekerheid kunnen aantonen hoe katten spinnen. Er zijn verschillende theorieën in omloop:

### Vibrerend strottenhoofd
Katten spinnen door hun strottenhoofd op een bepaalde manier te doen vibreren. Een mechanisme in de hersenen zendt via de zenuwen signalen naar het strottenhoofd om de luchttoevoer enkele keren per seconde ritmisch af te snijden.

### Trillende ader
De kat kan een grote ader, die over het middenrif loopt, laten trillen door spieren samen te trekken.

## Omstandigheden
De meeste katachtigen kunnen spinnen, maar alleen de huiskat kan spinnen bij het uitademen en inademen. Andere katachtigen zoals een leeuw kunnen dit alleen als ze uitademen. Ook cavia's kunnen spinnende geluiden voortbrengen.
Doorgaans wordt het spinnen van een kat ervaren als een uiting van tevredenheid en vriendschap. Deze aanname is gebaseerd op de ondervinding dat katten spinnen wanneer ze geaaid worden en mensen het aaien als een uiting van affectie beschouwen. Sommige katten spinnen ook als ze aan het eten of spelen zijn, of als ze gewoon in de zon of op een fijn plekje liggen.
Toch is het niet helemaal duidelijk of katten wel om die reden spinnen. Katten spinnen namelijk ook wanneer ze zenuwachtig zijn, zich ongemakkelijk voelen of pijn hebben, en bijgevolg misschien om leed te verzachten of om een uiting te geven van onderwerping. Spinnen zou de pijn stillen.
Andere hypothesen zeggen dat katten spinnen wanneer ze aandacht krijgen, willen, of nodig hebben. Nog een andere hypothese stelt dat katten met spinnen het signaal willen uitzenden dat ze geen bedreiging vormen (Leyhausen).
Ook bestaat er een hypothese dat katten spinnen omdat het laagfrequente geluid hun botten zou verstevigen.